# Rhynchosia melanocarpa
Rhynchosia melanocarpa är en ärtväxtart som beskrevs av John Wesley Grear. Rhynchosia melanocarpa ingår i släktet Rhynchosia och familjen ärtväxter. Inga underarter finns listade i Catalogue of Life.